# Shane Drake
Shane C. Drake (n. Redding, California) es un director de videoclips estadounidense. Ha dirigido videos para bandas como Trivium, Paramore, Fall Out Boy, Panic! at the Disco, Angels & Airwaves, Flo Rida, Timbaland, Blindside, The Red Jumpsuit Apparatus, The Almost, Hawthorne Heights, entre otros.
Temprano en su carrera, Shane trabajaba como editor y director de fotografía para bandas como Poison the Well, Deftones, Thursday, etc. Para el año 2006, ya había dirigido más de cincuenta videos musicales y coproducido tres películas. Es dueño de la compañía de producción de Los Ángeles Red Van Pictures.

## Premios
En 2006, Shane ganó Video del Año en los MTV Video Music Awards por el video «I Write Sins Not Tragedies» de Panic! at the Disco, y en 2007; fue nominado para Sencillo monstruoso por dirigir el video «The Way I Are» de Timbaland.
En 2008, él fue nominado por Mejor Dirección y Mejor Video de Pop en los MTV Video Music Awards por el video «Nine In The Afternoon» de Panic! at the Disco, como también Mejor Video de Rock por Crushcrushcrush de Paramore y la versión de «Beat It» de Fall Out Boy.
En 2009, Drake fue nominado por Mejor Video de Rock por el video «Decode» de la banda sonora de Twilight.

## Videografía
- A continuación se muestra la lista de videos musicales dirigidos por Shane Drake.[7]

| Videos musicales | Videos musicales                                       | Videos musicales                    | Videos musicales |
| Año              | Canción                                                | Artista                             |                  |
| ---------------- | ------------------------------------------------------ | ----------------------------------- | ---------------- |
| 2004             | «Saturday»                                             | Fall Out Boy                        |                  |
| 2004             | «Ohio Is For Lovers»                                   | Hawthorne Heights                   |                  |
| 2004             | «January 1979»                                         | MewithoutYou                        |                  |
| 2004             | «Smashed Into Pieces»                                  | Silverstein                         |                  |
| 2004             | «The Starting Line»                                    | Number One Gun                      |                  |
| 2005             | «Pressure»                                             | Paramore                            |                  |
| 2005             | «The Process»                                          | My American Heart                   |                  |
| 2005             | «Fell In Love With The Game»                           | Blindside                           |                  |
| 2005             | «A Gunshot to the Head of Trepidation»                 | Trivium                             |                  |
| 2005             | «The Worst Is Yet To Come»                             | Still Remains                       |                  |
| 2005             | «You've Made Us Conscious»                             | The Audition                        |                  |
| 2005             | «Patrick»                                              | June                                |                  |
| 2005             | «Alaska»                                               | Between the Buried and Me           |                  |
| 2006             | «Oh! Emetophobia!»                                     | Showbread                           |                  |
| 2006             | «Nice And Blue (Part 2)»                               | MewithoutYou                        |                  |
| 2006             | «Hit Me Up»                                            | Gia Farrell                         |                  |
| 2006             | «Bet That»                                             | Trick Daddy feat. Chamillionaire    |                  |
| 2006             | «Lying Through Your Teeth»                             | Head Automatica                     |                  |
| 2006             | «The Rest Of My Life»                                  | Less Than Jake                      |                  |
| 2006             | «The Queen And I»                                      | Gym Class Heroes                    |                  |
| 2006             | «Emergency»                                            | Paramore                            |                  |
| 2006             | «Green Water»                                          | An Angle                            |                  |
| 2006             | «If Tragedy's Appealing, Then Disaster's An Addiction» | Moneen                              |                  |
| 2006             | «You Are Here»                                         | Needtobreathe                       |                  |
| 2006             | «But It's Better If You Do»                            | Panic! at the Disco                 |                  |
| 2006             | «I Write Sins Not Tragedies»                           | Panic! at the Disco                 |                  |
| 2006             | «Get Ready (Hot Machete)»                              | Jonezetta                           |                  |
| 2007             | «False Pretense»                                       | The Red Jumpsuit Apparatus          |                  |
| 2007             | «Misery Business»                                      | Paramore                            |                  |
| 2007             | «Southern Weather»                                     | The Almost                          |                  |
| 2007             | «So Much Love»                                         | The Rocket Summer                   |                  |
| 2007             | «Wow, I Can Get Sexual Too»                            | Say Anything                        |                  |
| 2007             | «Say This Sooner»                                      | The Almost                          |                  |
| 2007             | «Insurance?»                                           | The Higher                          |                  |
| 2007             | «So This Is Love»                                      | The Cheetah Girls                   |                  |
| 2007             | «I Was Right»                                          | New Years Day                       |                  |
| 2007             | «The Way I Are»                                        | Timbaland ft. D.O.E and Keri Hilson |                  |
| 2007             | «Everything's Magic»                                   | Angels & Airwaves                   |                  |
| 2007             | «Your Guardian Angel»                                  | The Red Jumpsuit Apparatus          |                  |
| 2007             | «Crushcrushcrush»                                      | Paramore                            |                  |
| 2007             | «Our Time Now»                                         | Plain White T's                     |                  |
| 2007             | «Let Go»                                               | Paul van Dyk                        |                  |
| 2008             | «Nine in the Afternoon»                                | Panic! at the Disco                 |                  |
| 2008             | «Whoa Oh! (Me vs. Everyone)»                           | Forever the Sickest Kids            |                  |
| 2008             | «Beat It»                                              | Fall Out Boy feat. John Mayer       |                  |
| 2008             | «In the Ayer»                                          | Flo Rida feat. Will.I.Am            |                  |
| 2008             | «Corona & Lime»                                        | Shwayze                             |                  |
| 2008             | «Natural Disaster»                                     | Plain White T's                     |                  |
| 2008             | «Decode»                                               | Paramore                            |                  |
| 2009             | «Never Take Us Alive»                                  | Madina Lake                         |                  |
| 2009             | «Sugar»                                                | Flo Rida feat. Wynter Gordon        |                  |
| 2009             | «History in the Making»                                | Darius Rucker                       |                  |
| 2009             | «Lonely Wheel»                                         | The Almost                          |                  |
| 2009             | «Hands»                                                | The Almost                          |                  |
| 2009             | «Over You»                                             | Honor Society                       |                  |
| 2010             | «Giddy On Up»                                          | Laura Bell Bundy                    |                  |
| 2010             | «Kick in the Teeth»                                    | Papa Roach                          |                  |
| 2010             | «The Ballad Of Mona Lisa»                              | Panic! at the Disco                 |                  |
| 2010             | «Revolt»                                               | Drive A                             |                  |
| 2010             | «Let's Have A Wreck»                                   | Drive A                             |                  |
| 2010             | «The Overture»                                         | Panic! at the Disco                 |                  |
| 2011             | «Smile»                                                | Avril Lavigne                       |                  |
| 2011             | «Ready to Go (Get Me Out of My Mind)»                  | Panic! at the Disco                 |                  |
| 2011             | «Country Must Be Country Wide»                         | Brantley Gilbert                    |                  |
| 2011             | «Monster»                                              | Paramore                            |                  |
| 2011             | «No Regrets»                                           | Dappy                               |                  |
| 2011             | «I Love You This Big»                                  | Scotty McCreery                     |                  |
| 2011             | «Bait a Hook»                                          | Justin Moore                        |                  |
| 2011             | «Stronger(What Doesn't Kill You)»                      | Kelly Clarkson                      |                  |
| 2012             | «Outta My Head»                                        | Daughtry                            |                  |
| 2012             | «Dark Side»                                            | Kelly Clarkson                      |                  |
| 2012             | « Chalk Outline»                                       | Three Days Grace                    |                  |